# Buseto Palizzolo
Buseto Palizzolo (Palazzolu in siciliano) è un comune italiano di 2 745 abitanti del libero consorzio comunale di Trapani, in Sicilia.

## Geografia fisica
Si trova sulle colline a est di Trapani, tra le quali la più alta, che si trova proprio nel territorio comunale di Buseto Palizzolo, è il Monte Luziano.
A 3 km a Sud-est di Buseto Superiore è possibile visitare il Bosco Scorace, vasta area boschiva tra le più grandi della Sicilia Occidentale.

## Storia

### Primi insediamenti
Le prime tracce evidenti di insediamento nel territorio busetano risalgono alla dominazione bizantina, durante la quale il territorio fu brevemente abitato da contadini provenienti dalla vicina Erice.
Buseto, a seguito della conquista islamica della Sicilia, fu ripartito dal Rais di Tràblàs (Trapani) tra numerosi proprietari che costruirono nei fondi loro assegnati dei casali.

### Periodo normanno
Sotto la dinastia normanna, la zona di Erice e dintorni acquistò una notevole importanza militare e politica, e la monarchia iniziò ad che offrì privilegi a chiunque intendesse trasferirvisi. Agli abitanti della città, verranno poi concessi nel 1241, da Federico II di Svevia, una serie di casali disabitati, tra i quali il casale Busith, che vennero organizzati in feudi per la lavorazione dei campi. Questi ultimi passarono di proprietà all'Università del Monte.
Tuttavia, gli eventi delle guerre del Vespro ebbero un profondo impatto sull'economia del luogo, e sarà solo a partire dal XIV secolo, che il ruolo agricolo diventerà predominante a Buseto. Questo continuo sviluppo, che continuerà per i secoli successivi fino a fare diventare il casale il fulcro dell'attività agricola del territorio, che sarà un fattore decisivo per lo sviluppo di un'identità locale, differenziata dai comuni limitrofi.
Verso la fine del XVII secolo, il feudo di Buseto era sotto il monopolio della famiglia Parma, che raggiunse posizioni importanti a Monte San Giuliano a seguito dell'unione di Cataldo Parma con una Palizzolo. I Palizzolo erano un'altra famiglia presente a San Giuliano da secoli, che si occupava principalmente di gestire gli appalti dei feudi per il pascolo e l'allevamento.

### Autonomia comunale
Il comune di Buseto Palizzolo fu costituito il primo agosto 1950 con legge regionale 61 del 15 luglio 1950, scorporandolo dal comune di Erice, così come negli stessi anni avvenne anche per Valderice, Custonaci e San Vito Lo Capo.

### Simboli
Lo stemma e il gonfalone sono stati concessi con decreto del presidente della Repubblica del 3 ottobre 1962.
Lo stemma comunale è ispirato alla vocazione prettamente agricola del suo territorio e della sua popolazione.
Il gonfalone è un drappo partito di verde e di bianco.

## Società

### Evoluzione demografica
Abitanti censiti

### Etnie e minoranze straniere
Secondo i dati ISTAT al 31 dicembre 2016 i cittadini stranieri residenti a Buseto Palizzolo erano 65. La nazionalità maggiormente rappresentata era quella rumena.

## Geografia antropica

### Frazioni
Buseto Palizzolo è un atipico esempio di comune costituito dall'unione di varie contrade o frazioni. Quelle costituenti il nucleo principale sono Buseto Centro, Badia, Battaglia, Buseto Superiore, Pianoneve. Tra queste borgate non vi è soluzione di continuità mentre le frazioni di Bruca, Fazio e Città Povera distano rispettivamente ben 11, 5 e 6 chilometri dal centro.

#### Badia
Badia è una frazione perifica del comune, confinante con Battaglia e Buseto Centro.
La grande presenza di acqua nella zona ha permesso lo sviluppo dell'agricoltura del territorio, oltre che la creazione di giardini e villette che caratterizzano il piccolo centro. 

#### Battaglia
Il nome di Battaglia deriva da una tradizione locale, secondo la quale gli abitanti originari del territorio vi si stabilirono a seguito di uno scontro con gli abitanti di Badia.
È la più estesa e popolata delle frazioni di Buseto.
A Battaglia si trovano le sedi delle principali scuole locali, gran parte dei bagli che caratterizzano il comune, e le vie principali che collegano Buseto Palizzolo con i comuni confinanti, come la Strada Statale 187

#### Buseto Centro
Buseto Centro è la frazione, appunto, centrale del comune, dove hanno sede gli uffici pubblici, i principali servizi sociali e la Villa Comunale.
Essendo il principale centro urbano, a Buseto Centro il commercio è più sviluppato rispetto al resto del comune.
Qui si trova inoltre quella che si crede essere la costruzione più antica del territorio: Baglio Maranzano

#### Tangi
Tangi è una contrada quasi spopolata condivisa con i comuni di Erice e Valderice.  L'agricoltura e l'allevamento ovino e caprino erano e in minima parte rimangono le principali fonti di reddito per gli abitanti locali. Il nome deriva da una filastrocca in rime baciate scritta in dialetto locale: "Tangi, si ni porti mangi, sinnò t'arrangi" ("Tangi, se porti qualcosa mangi, altrimenti sono affari tuoi"). Essa stava a sottolineare la penuria alimentare e le difficoltà economiche che subì la popolazione di contadini, con difficoltà di sopravvivenza che erano legate allo sfruttamento dei possidenti, e che portò allo spopolamento del borgo in cerca di migliori condizioni di vita. Nella contrada permane la chiesa campestre e d'estate si svolgono talvolta delle feste paesane con balli e canti popolari.

## Amministrazione

Il gonfalone comunale

Di seguito è presentata una tabella relativa alle amministrazioni che si sono succedute in questo comune.
| Periodo        | Periodo         | Primo cittadino   | Partito                     | Carica  | Note  |
| -------------- | --------------- | ----------------- | --------------------------- | ------- | ----- |
| 8 giugno 1985  | 24 maggio 1990  | Francesco Candela | Democrazia Cristiana        | Sindaco | [ 7 ] |
| 29 maggio 1990 | 15 giugno 1994  | Antonio Maiorana  | Partito Socialista Italiano | Sindaco | [ 7 ] |
| 15 giugno 1994 | 7 novembre 1995 | Pietro Randazzo   | lista civica                | Sindaco | [ 7 ] |
| 17 giugno 1996 | 25 maggio 1998  | Mario Poma        | lista civica                | Sindaco | [ 7 ] |
| 25 maggio 1998 | 27 maggio 2003  | Mario Poma        | lista civica                | Sindaco | [ 7 ] |
| 27 maggio 2003 | 17 giugno 2008  | Mario Poma        | centro-destra               | Sindaco | [ 7 ] |
| 17 giugno 2008 | 12 giugno 2013  | Luca Gervasi      | lista civica                | Sindaco | [ 7 ] |
| 12 giugno 2013 | 10 giugno 2018  | Luca Gervasi      | lista civica                | Sindaco | [ 7 ] |
| 10 giugno 2018 | 31 maggio 2023  | Roberto Maiorana  | lista civica                | Sindaco | [ 7 ] |
| 31 maggio 2023 | in carica       | Francesco Poma    | lista civica                | Sindaco | [ 7 ] |